# Schul- und Gemeindehaus Mastrils
Das Schul- und Gemeindehaus in Mastrils wurde 1995 nach Plänen der Churer Architekten Jüngling & Hagmann errichtet.

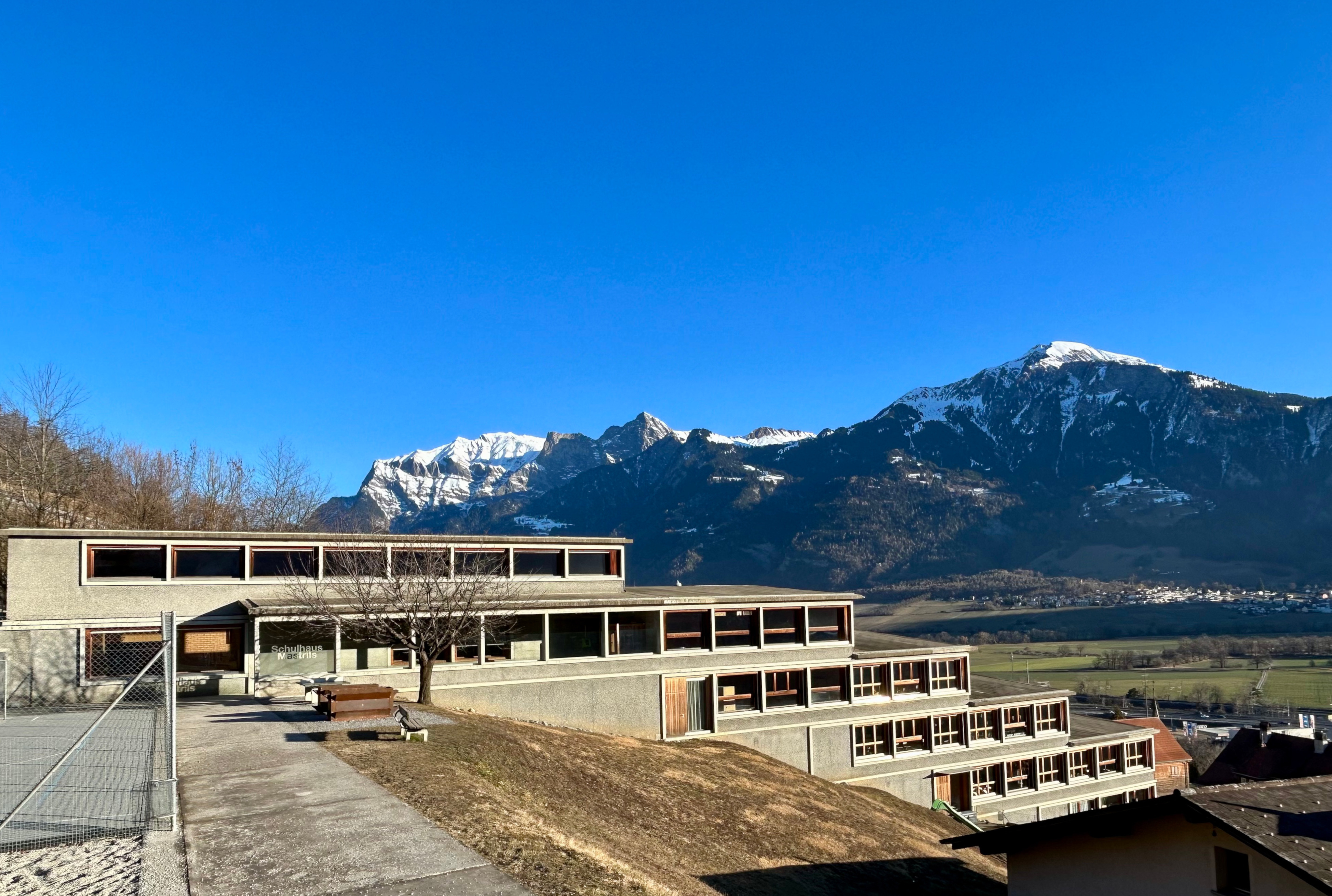
Südseite

Die Gemeinde Mastrils liegt verstreut an einem steilen Hang gegenüber von Landquart. Das Gemeindehaus, ein fünfstufiges Terrassenhaus, sticht durch seine Einbettung in die Topografie hervor. Besonderheiten sind eine Kaskadentreppe und die durch Gesimse horizontal gegliederte Betonfassade. Das Innere ist von Beton und roten Backsteinen geprägt. Planungsbeginn war im Jahr 1991. Das Bündner Ingenieurbüro Branger & Conzett zeichnete verantwortlich für das Tragwerk. Fotografisch wurde das Gemeindehaus 1995 von Christian Kerez und 2019 von Ralph Feiner dokumentiert.
Das Schulhaus wurde 1996 für den Mies van der Rohe Award nominiert, 1999 erhielt es eine Auszeichnung des Neuen Bauen in den Alpen-Preis, und 2019 wurde es im Rahmen der Kampagne «52 beste Bauten – Baukultur Graubünden 1950–2000» des Bündner Heimatschutzes als eines der besten Bündner Bauwerke erkoren. Veröffentlicht unter anderem in Hochparterre, Quart Verlag und im Rotpunktverlag.

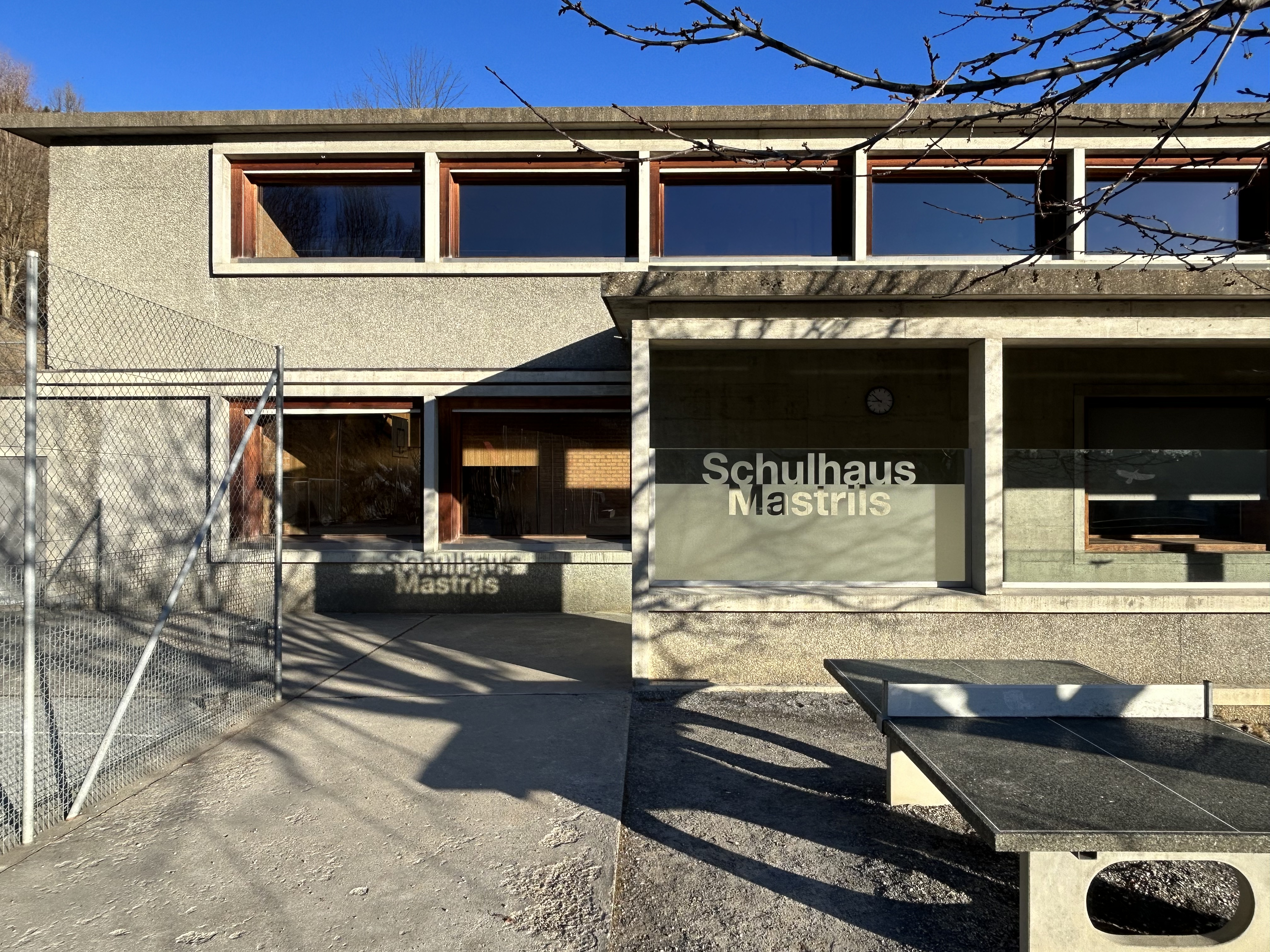
Obere Eingangspartie
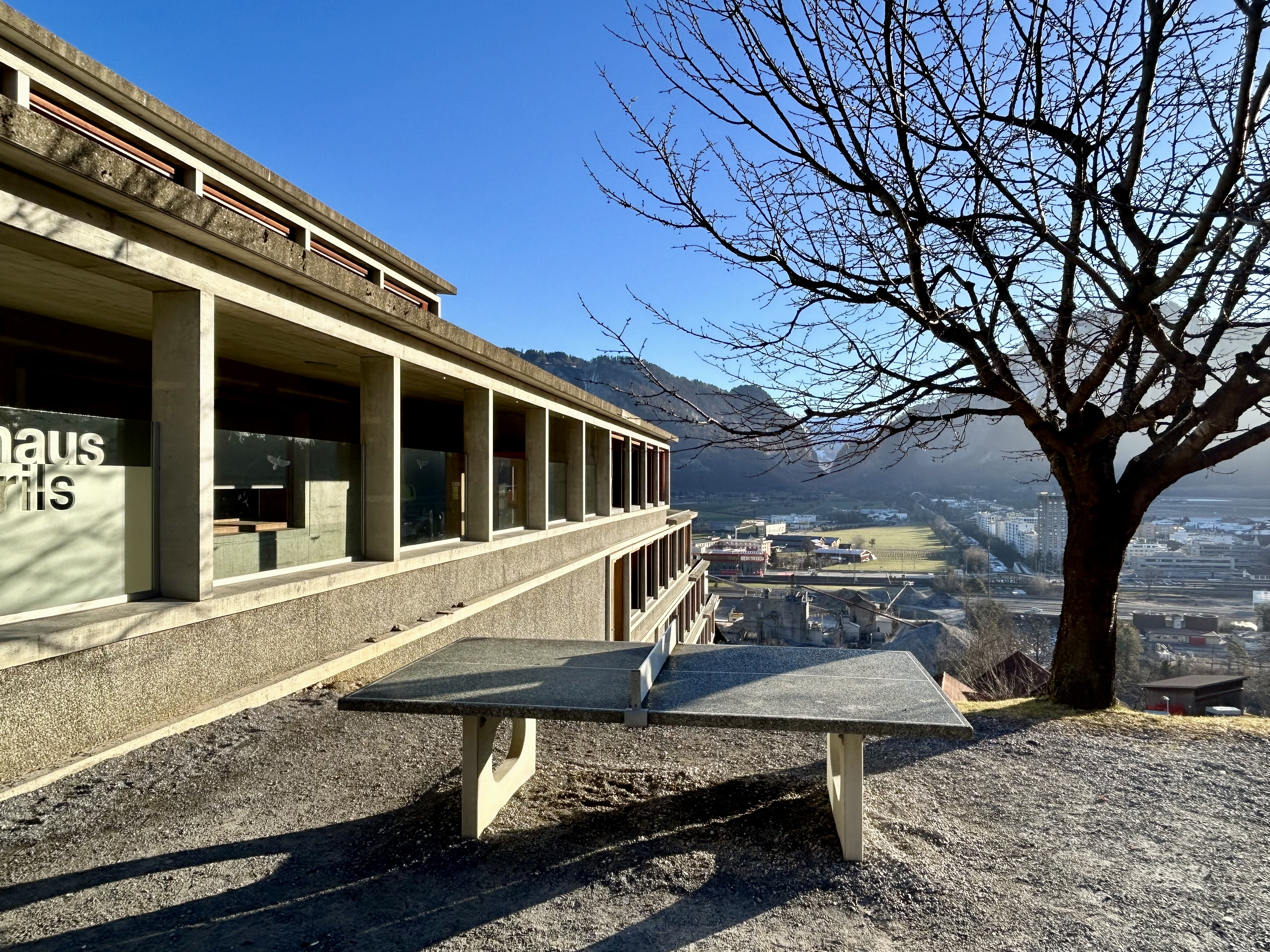
Blick nach Osten
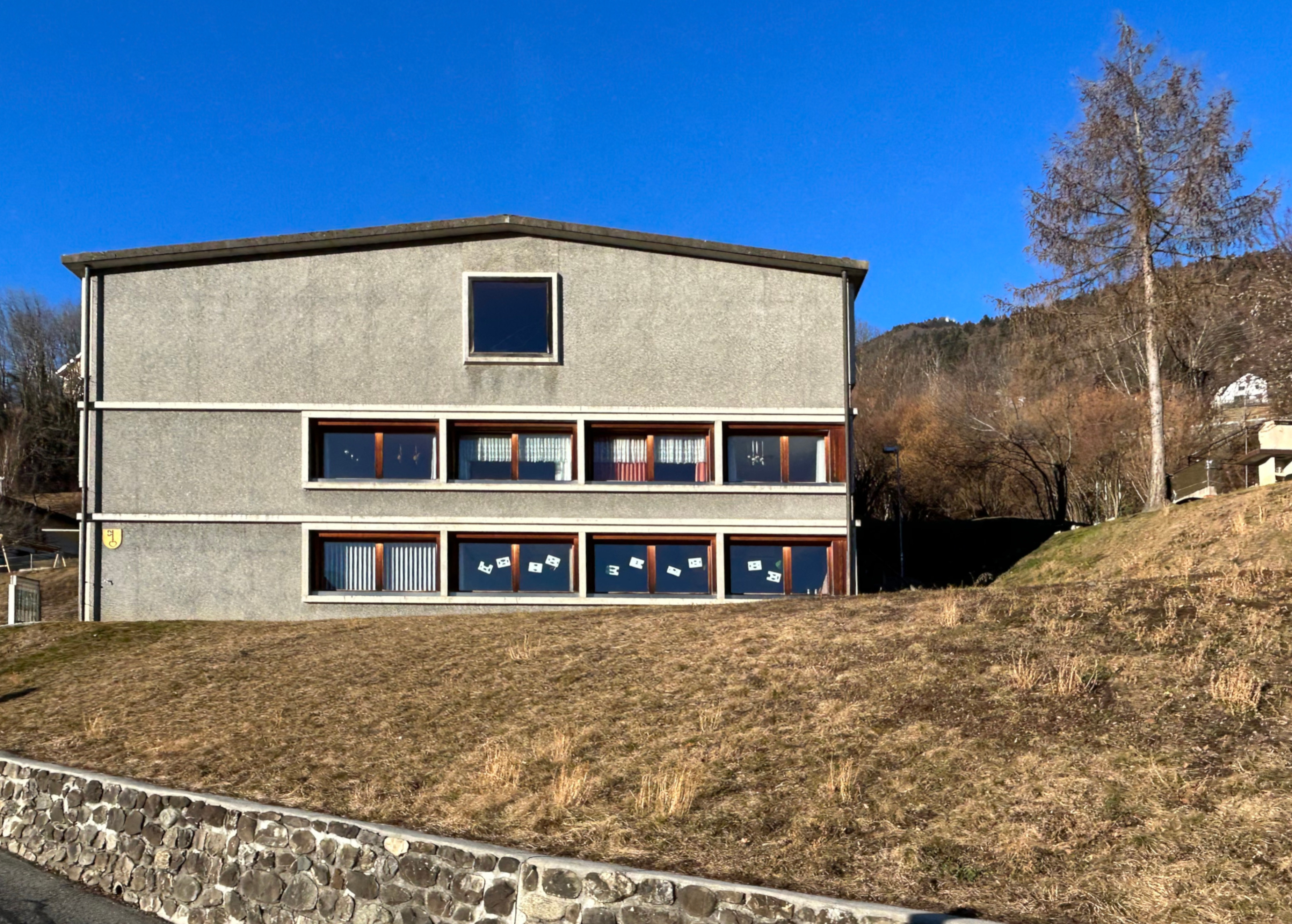
Ostseite